# 福岡市立野間中学校
福岡市立野間中学校（ふくおかしりつのまちゅうがっこう）は、福岡県福岡市南区筑紫丘にある市立中学校。

## 沿革

### 略歴
- 1991年4月 - 福岡市立筑紫丘中学校、福岡市立長丘中学校の一部から分離。福岡市立博多工業高等学校の跡地に開校。

## 通学区域
- 福岡市立若久小学校の校区
- 福岡市立大池小学校の校区

## 進学前小学校
- 福岡市立若久小学校
- 福岡市立大池小学校

## 校区内の主な施設
- 福岡県立筑紫丘高等学校
- 純真学園大学
- 純真学園高等学校
- 福岡市立筑紫丘中学校（筑紫丘中央公園を挟んで隣接）
- 野間大池公園
- 高宮庭園茶寮

## 著名な卒業生
- 一ノ瀬美空（乃木坂46）
- 池松壮亮（俳優）
- 樺島彩（フリーアナウンサー）
- 船津彰馬（陸上選手）
- エジケ 唯吹ヴィンセントジュニア (サガン鳥栖)
- 緒方ゆい(アナウンサー)

## 交通
- 西日本鉄道西鉄天神大牟田線大橋駅より徒歩15分
- 西鉄バス神田町バス停より徒歩4分